# Arawe
Arawe est une île de Papouasie-Nouvelle-Guinée, située sur la côte sud de la Nouvelle-Bretagne à environ 100 km du cap Gloucester. C'est aussi le nom donné à la zone environnante de l'île, également connue sous le nom de cap Merkus.
Un petit port connu sous le nom de port d'Arawe fournit un mouillage. La bataille d'Arawe s'est déroulée pour le contrôle de la région pendant la Seconde Guerre mondiale.